# Adam Hammer

Adam Hammer in jüngeren Jahren

Johann Adam Hammer (* 27. Dezember 1818 in Mingolsheim; † 4. August 1878 in Bad Griesbach im Schwarzwald) war ein deutscher Militärarzt, Chirurg, Professor, Revolutionsteilnehmer, 1848er, Auswanderer, Republikanisches Parteitagsmitglied in Missouri, Gründer mehrerer medizinischer Hochschulen in St. Louis, medizinischer Leiter und Ausbilder. Er war der erste Arzt in Mannheim, der 1847 unter Narkose eine Operation und Entbindung vornahm, sowie der erste Arzt überhaupt, der 1876 einen Herzinfarkt am lebenden Menschen diagnostizierte.

## Familie
Adam wurde als erstes von elf Kindern geboren. Sein Vater Wilhelm war von Beruf Geometer und im Krieg Kanonier, seine Mutter hieß Margaretha geborene Ganther.
Am 14. Februar 1846 heiratete der katholische Adam in Mannheim die evangelische Helene Leip aus Alzey. Die Ehe blieb kinderlos.

## Leben

### In Europa
Hammer besuchte 1830–1837 das großherzogliche Gymnasium in Bruchsal. Anschließend studierte er bis 1842 Medizin an der Universität Heidelberg. Sein Vater Wilhelm Hammer wanderte 1839 nach dem Verlust seiner Anstellung mit vier Kindern in die Vereinigten Staaten aus. Adam Hammers Großeltern Wilhelm (im 70. Lebensjahr) und Magdalena folgten Wilhelm ein Jahr später in die Vereinigten Staaten nach Ohio.
1842–1845 war Hammer Militärarzt im Mannheimer Dragonerregiment „von Freystedt Nr.2“, bevor er 1845–1848 eine ärztliche Privatpraxis in Mannheim betrieb.
1845 wurde er Mitbegründer der „deutsch-katholischen Gemeinde Mannheim“, ein Jahr später wurde er als Gründungsmitglied des Mannheimer Turnvereins eingetragen. Im gleichen Jahr, am 8. November 1846, gründete Hammer neben Friedrich Hecker und Gustav Struve den „Verein zur Beförderung des Wohls der arbeitenden Classen“
Am 10. Februar 1847 nahm er als erster Arzt in Mannheim (als dritter in Deutschland) eine (Schwefel-)Narkoseäther-Operation vor. Acht Tage später, am 18. Februar 1847, setzte er die Narkose erfolgreich für eine schmerzfreie Geburt ein. 1847 wurde er zudem Militärarzt im Schweizer Sonderbundskrieg. Nach der Niederlage der konservativen Kantone und der Auflösung des Sonderbundes folgte im Winter 1847 eine Hungersnot. Zusätzlich führten die aufkeimenden politischen Unruhen zur Märzrevolution 1848.
In der Badischen Revolution war Hammer Hauptmann in einem Mannheimer Freikorps und Adjutant des Kommandanten Franz Sigel. Im März 1848 forderte er zusammen mit Franz Sigel und Gustav Struve die Soldaten der Mannheimer Garnison zur Desertion auf, damit sie nicht gegen das Freikorps eingesetzt werden könnten. Kurz vor dem Heckerputsch (April 1848) forderte Hammer auf einer Versammlung der entschiedenen Republikaner, der „Ganzen“, vehement die Abschaffung der Monarchie und Einführung einer demokratischen Republik. Wegen dieser Agitationen musste Hammer im April 1848 Mannheim verlassen und nach Straßburg flüchten, wo er Vorstandsmitglied eines republikanischen Flüchtlingskomitees war. Um einer Verhaftung zu entgehen, emigrierte er gemeinsam mit Hecker wie viele andere Forty-Eighters am 5. September 1848 von Straßburg aus weiter zu dem englischen Hafen Southampton. Die Überfahrt in die Vereinigten Staaten erfolgte am 20. September mit dem Dampfschiff „Hermann“. Nach zwei Wochen auf See kam er am 4. Oktober 1848 in New York City an.

### In Amerika
Hammer ließ sich am 28. Oktober 1848 in St. Louis (Missouri) nieder und eröffnete eine Arztpraxis. 1850–1872 war er Mitglied der „St. Louis Medical Society“. Einen Aufenthalt in Europa 1853 nutzte er für Studien an den Universitäten Paris (Promotion) und Würzburg.
1854 trat Hammer in die frisch gegründete „Republikanische Partei“ der Vereinigten Staaten ein. In seiner Wahlheimat St. Louis gründete er mehrere medizinische Hochschulen (u. a. ein Humboldt-Institut), die aber keinen langen Bestand hatten. Er widmete sich bis 1866 der Aus- und Weiterbildung von Medizinern. So war er 1855–1856 am St. Louis College of Medical und Natural Sciences tätig. Danach arbeitete er 1856–1861 im Hospital für Arme in St. Louis.

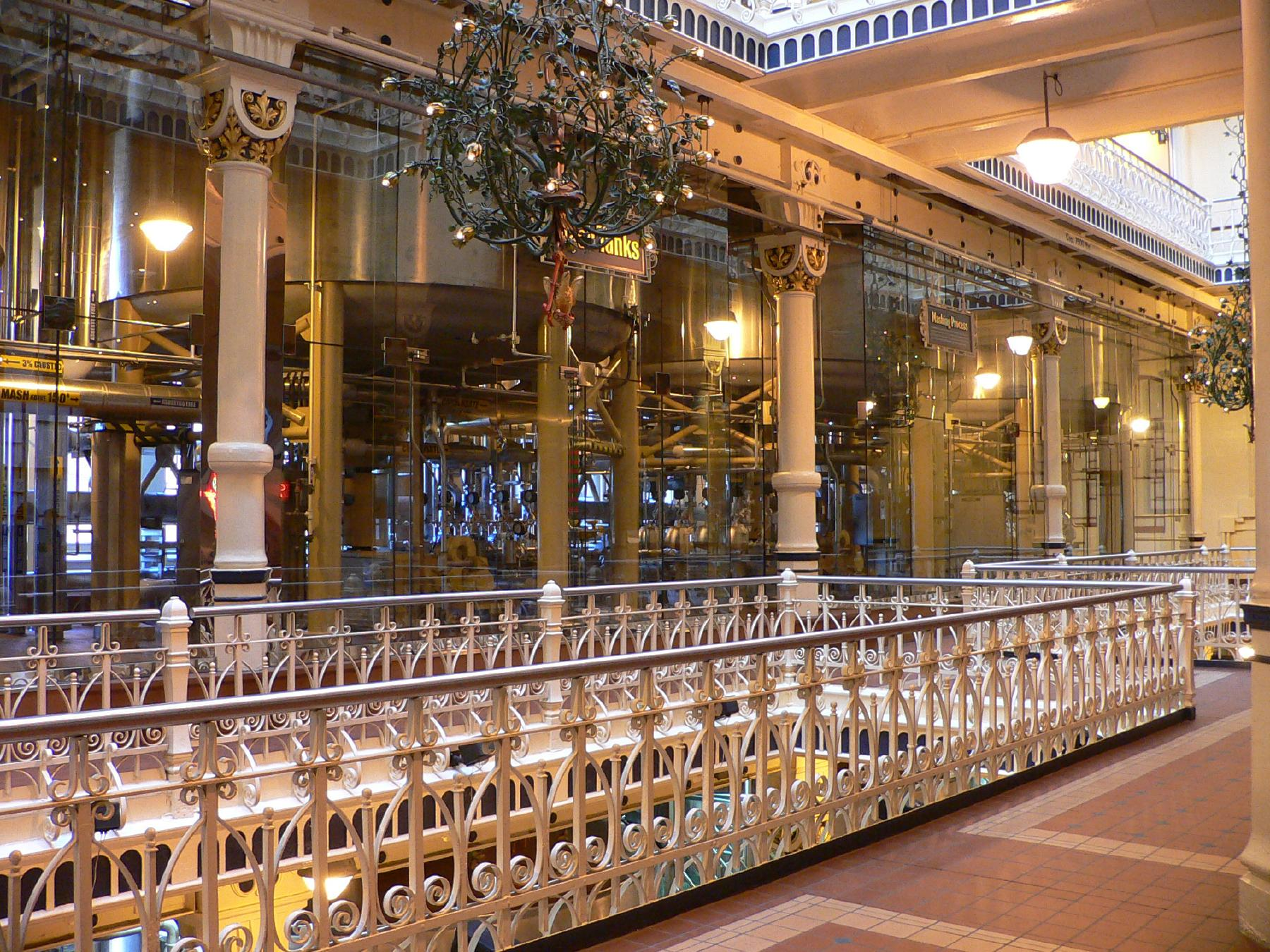
Die historische
Anheuser-Busch-Brauerei

Im Dezember 1857 erwarben die Brüder von Adam Hammer (Karl und Philipp) die 1852 von Georg Schneider gegründete Bavarian Brewery, die sich in finanziellen Schwierigkeiten befand. 1858 nahmen sie Adam Hammer zunächst als Partner auf; im November desselben Jahres überließen sie ihm die Brauerei komplett. Als alleiniger Eigentümer erkannte Hammer schnell, dass er nur mit einem Teilhaber das Unternehmen zu weiterem Erfolg führen konnte. In Dominic Urban fand er einen Partner, woraufhin die Brauerei unter dem Namen „Hammer und Urban“ firmierte. Gemeinsam brachten sie die Brauerei auf den neusten Stand der Technik. Die erforderlichen Kredite konnten Hammer und Urban dank ihrer guten Beziehungen zur Finanzwelt in St. Louis problemlos aufnehmen. Zum Jahresende 1859 betrug der Bierausstoß 3200 Barrel (508.800 Liter). Die Produktion des Bieres überstieg jedoch die Nachfrage, was 1860 zum Konkurs führte. Eberhard Anheuser hatte zuvor den seinerzeit enormen Betrag von 90.000 $ der Firma als Kredit zur Verfügung gestellt, kaufte nun die gesamte Brauerei auf und machte sie zu einem blühenden Unternehmen. 1879 wurde die Brauerei in Anheuser-Busch Brewing Association umbenannt, 1919 in Anheuser-Busch; mit ihrem Markenbier Budweiser erlangte sie später weltweite Bekanntheit.
1860 war Hammer Mitglied der Delegation beim republikanischen Nationalkonvent in Chicago und wurde zum „assistant elector“ bei der Nominierung Abraham Lincolns zum Präsidentschaftskandidaten bestellt. Hammer setzte sich vehement für den Bestand der Union ein. Daneben gebührt ihm das Verdienst, der amerikanischen Medizin entscheidende Impulse gegeben zu haben. Der Erhalt der deutschen Sprache und Kultur in den USA war ihm eine Herzensangelegenheit.
Im Sezessionskrieg wurde er im April 1861 Lieutenant Colonel (Oberstleutnant) des 4. Missouri Regimentes. 1862 trat er der „Emanzipationsgesellschaft St. Louis“ bei. 1862–1865 arbeitete er als „Brigade surgeon“ (Militärarzt) in der Unionsarmee, zugleich hatte er die ärztliche Leitung des „Marine Hospital“ und des „Refuge Hospital“ in St. Louis inne. Nach dem Ausscheiden aus dem Militärdienst widmete er sich der Organisation von Lazaretten.
1866–1869 arbeitete er am „Humboldt Medical 1 College St. Louis“, bevor er zum Professor am „Missouri Medical College in St. Louis“ berufen wurde, wo er bis 1872 blieb. In den Jahren von 1872 bis 1876 führte Hammer ein zurückgezogenes Leben in St. Louis. Wegen eines langanhaltenden Streites mit der „Medical Society“ St. Louis, als deren Präsident er mehrere Jahre fungierte, verließ er danach wie eine Reihe seiner Gesinnungsgenossen enttäuscht die Vereinigten Staaten und kehrte wieder nach Europa zurück. Im Mai 1876 diagnostizierte er in Wien als erster den Herzinfarkt an einem lebenden Menschen. 1877 folgte die Rückwanderung nach Deutschland und die Eröffnung einer chirurgischen Praxis in Wiesbaden. Adam Hammer starb am 4. August 1878 während eines Kuraufenthaltes in Bad Griesbach (Schwarzwald).

## Medizinische Pionierarbeit
- Ab 1847 benutzt er erfolgreich Narkoseäther für Operationen und setzte die Narkose zur ersten schmerzfreien Entbindung ein; weitere Eingriffe unter Narkose folgten.
- Augenoperationen: In der Medizingeschichte des Amerikanischen Bürgerkrieges sind nur zwei derartige Operationen überliefert.[13]
- 1863 zögerte er nicht neue, medizinische Erkenntnisse sofort anzuwenden. Er heilte einen an Diphtherie erkrankten Patienten nach der Methode eines französischen Arztes.[14]
- Bei der Überprüfung eines Syphilisverdachtes diagnostizierte er bei mehr als 200 Fällen eine unsachgemäß vorgenommene Impfung. Da antiseptische Mittel zu dieser Zeit gänzlich fehlten und sich die Bakteriologie damals noch in der Erforschung befand, ist seine Leistung umso höher einzuschätzen.
- 1864 machte Adam Hammer mit einer Glanzleistung auf sich aufmerksam. Er legte einem Soldaten einen künstlichen Darmausgang, nachdem dessen natürliche Funktion infolge einer schweren Darmverletzung nicht wiederhergestellt werden konnte. Zwar hatten vier Ärzte bereits vorher einen solchen Eingriff vorgenommen; im Gegensatz zu Hammer überlebten die Patienten jedoch nicht.
- Bei 51 statistisch erfassten Amputationen, die Hammer als Militärchirurg im Bürgerkrieg durchführte, starben lediglich zwei Patienten. Eine Reihe weiterer Amputationen verliefen nach seinen eigenen Angaben alle erfolgreich. In der medizinischen Literatur vor 1864 ist keine derart niedrige Mortalitätsrate beschrieben.
- In Wien im Mai 1876 diagnostizierte er als erster den Herzinfarkt an einem lebenden Menschen.

## Schriften
- Die Anwendung des Schwefeläthers im Allgemeinen und insbesondere bei Geburten. Mannheim 1847[15]
- On Medical Education. In: Transactions of the Medical Association of the State of Missouri Jahrgang 2, 1852, Seite 81–90
- Ein Fall von thrombotischem Verschlusse einer der Kranzarterien des Herzens.[16]